# Laelia ocellata
Laelia ocellata är en fjärilsart som beskrevs av Holland 1893. Laelia ocellata ingår i släktet Laelia och familjen tofsspinnare. Inga underarter finns listade i Catalogue of Life.